# 周声涛
周声涛（1944年—），江苏东台人。中华人民共和国政治人物。
早年毕业于江苏省东台市安丰中学。后考入南京师范学院数学系。此后供职于新疆生产建设兵团农四师。1991年，任中共新疆维吾尔自治区党委常委、纪委书记。1996年，升任自治区党委副书记。2003年，任中华全国供销合作总社。2007年，改任中华全国供销合作总社理事会常务副主任。次年改任全国人大民族委员会副主任。